# 豪尔赫·阿隆索
豪尔赫·阿隆索（西班牙語：Jorge Alonso，1958年7月26日—），生于巴塞罗那，西班牙男子水球运动员。他曾代表西班牙国家队参加1980年夏季奥林匹克运动会水球比赛，获得第4名。